# Grete Waitzová
Grete Waitzová, nepřechýleně Grete Waitz (1. října 1953 Oslo – 19. dubna 2011 tamtéž) byla norská atletka, která se věnovala maratonskému běhu, mistryně světa z roku 1983.

## Sportovní kariéra
První úspěch na mezinárodních soutěžích zaznamenala v 21 letech, když získala na evropském šampionátě v Římě bronzovou medaili v běhu na 1500 metrů. Na následujícím mistrovství Evropy v Praze skončila třetí na dvojnásobné trati. V běhu na 3000 metrů rovněž vytvořila dvakrát světový rekord – nejprve časem 8:46,6 v roce 1975 a poté 8:45,4 v roce následujícím. Poté se specializovala především na maraton. Celkem čtyřikrát vytvořila nejlepší světový výkon – poprvé 2:32:29 v New Yorku v roce 1978. O rok později se v dalším ročníku newyorského maratonu zlepšila téměř o pět minut na 2:27:32. Do třetice tento výkon vylepšila v roce 1980 opět v New Yorku, tentokrát časem 2:25:41.
Rok 1983 pro ni představoval nejlepší sezónu – v londýnském maratonu zlepšila nejlepší světový výkon na 2:25:28 a v létě při premiéře mistrovství světa v Helsinkách doběhla do cíle maratonu první. Na olympiádě v Los Angeles v roce 1984 skončila na této trati druhá. Během své sportovní kariéry se stala celkem 34krát mistryní Norska v různých běžeckých tratích.